# Ланчбокс
«Ланчбокс» (англ. The Lunchbox) — індійський епістолярний романтичний фільм 2013 року режисера Рітеша Батра, який є також автором його сценарію. Фільм показали на Каннському фестивалі 2013 року в розділі «Тиждень критики», де він отримав приз глядацьких симпатій (англ. Grand Rail d'Or). У вересні 2013 року кінострічка демонструвалася на кінофестивалі в Торонто. Фільм був номінований на премію BAFTA в категорії найкращий не англомовний фільм у 2015 році. Кінострічка мала фінансовий успіх.

## Сюжет
Кожен день у місті Мумбай, приблизно 200 000 обідів приготованих у домашніх умовах спеціальна служба доставляє, навіть поїздами, на робочі місця офісним працівникам. Самотній бухгалтер Сажан готується вийти на пенсію. Помилково йому доставляють обід, приготований Ілою, молодою жінкою, яка намагається вразити свого чоловіка кулінарними шедеврами, щоб повернути романтику в їхній шлюб. Коли Ілі повертають порожній контейнер, вона радіє, думаючи, що чоловікові сподобався приготований нею обід, але коли вона запитує про це чоловіка, він каже, що на обід не було нічого особливого. Виявивши, що обід був доставлений не за адресою, Іла на наступний день посилає обід разом із запискою, в якій дякує одержувачеві за те, що йому сподобався обід.
Сааджан відповідає, що цього разу їжа виявилася пересоленою. На наступний день Іла відправляє йому обід з перцем чилі, який виявляється настільки гострим, що Сажанові доводиться заїдати його бананами. Вони продовжують обмінюватися записками і між ними виникає заочна дружба. В той-таки час Сажану доводиться мати справу з молодим співробітником Шейхом, який повинен його замінити після виходу на пенсію. Сажану він здається некомпетентним і ледачим. Своєю чергою Іла відчуває, що її чоловік від неї віддалився і підозрює, що у нього роман на стороні…

## Ролі виконують
- Ірфан Хан — Сажан Фернандес
- Німрат Каур — Іла
- Навазудін Сідікі — Шейх
- Дензіл Сміт — пан Шроф

## Нагороди
- 2013 Нагорода Одеського міжнародного кінофестивалю:
  - найкращому режисерові — Рітеш Батра
- 2014 Премія Спілки зірок[en]:
  - найкращий актор другого плану (Star Guild Award for Best Actor in a Supporting Role[en]) — Навазудін Сідікі
  - Нагорода Яш Чопра за найбільш багатообіцяючий дебют режисера  (англ. Yash Chopra Award for the Most Promising Debut —Director) — Рітеш Батра
  - ухвала зірок — виконавець року (Star Verdict Performer of the Year) — Іррфан Хан
- 2014 Нагорода Тижня критиків  Каннського кінофестивалю:
  - нагорода глядачів «Велика золота залізниця»
- 2014 Азійська кінопремія:
  - найкращий актор — Іррфан Хан[6]